# هنري زغيب
هنري زغيب (9 ديسمبر 1948 -) هو شاعر ومترجم لبناني كتب القصيدة الكلاسيكية والتفعيلة والنثر الجمالي (أي الشعر الحديث) وقصيدة نثر أو نثر شعري.

## نبذة
ولد في صربا - جونيه، تخرج من الجامعة اللبنانية كلية الآداب وحصل منها على ليسانس في الأدب العربي. درس لمدة 7 سنوات الأدب العربي والترجمة والتعريب وتاريخ العلوم عند العرب والفلسفة العربية في أكثر من معهد. بعام 1972 بدا الكتابة الصحافيه في جريدة النهار، وبعام 1975 كتب في مجلة الصياد وترأس خلالها تحرير القسم الثقافي. بعام 1976 انتقل إلى مجلة الحوادث حيث استلم رئاسه قسم التحرير الثقافي فيها وبقي فيه لمدة أربع سنوات. في عام 1979 تفرغ للكتابه في جريدة النهار فقط ولا يزال حتى اليوم فيها، وعنده زاويتان أسبوعيتان زاوية «أزرار» وزاوية «كومباكت». بعام 1988 سافر إلى الولايات المتحدة ألقى خلالها سلسلة من المحاضرات والأمسيات الشعرية وصدر له في واشنطن كتاب مختارات من قصائده في اللغتين العربية وترجمتها الإنكليزية. عمل بالتدريس الجامعي في الولايات المتحدة وذلك في جامعة جورج تاون في واشنطن وفي جامعة فلوريدا. عام 1994 عاد إلى لبنان نهائياً وأسس لجنة الأوديسا الشعرية الأدبية واستأنف إصدار مجلته الشعرية (الأوديسا) التي كانت تصدر في بيروت بين الأعوام 1982 و1984 وكان قد أوقفها عندما سافر إلى الولايات المتحدة، وهي مجلة شعرية لا تنشر إلاّ القصائد الجديدة أو دراسة عن الشعر، لا تنشر قصة ولا مسرحية ولا مقالة فقط مخصصه للشعر.

## الجوائز والتكريم
- جائزة «عالم الشِعر»، كاليفورنيا، 1989
- جائزة «عالم الشِعر»، كاليفورنيا، 1990
- جائزة ميشال زكور، مؤسسة ميشال زكور، (عن كتاب «لكي تحب أتيت الأرض؛ إلياس أبو شبكة من الذكرى إلى الذاكرة»)، 2014
- «جائزة كاتولو الشعرية العالمية»، أكاديمية الشعر العالمية، 2019
- شهادة الدكتوراه الفخرية، الجامعة اللبنانية الأمريكية، 2024

## مؤلفاته
- أول كتاب نُشر له كان عام 1970 وهو قصة مترجمة واستمر بعدها بمجال ألترجمة.
- «الضيعة اللبنانية بأقلام أدبائها»، المكتبة الأهلية، 1980
- «لأنني المعبد والإلهة أنتِ»، أول مجموعة شعرية صدرت له كانت عام 1981،
- «إيقاعات»، ديناميك غرافيك للطباعة والنشر، جونيه، لبنان، 1986
- «سمفونية السقوط والغفران» (شعر)، 1992
- «من حوار البحر والريح» (شعر)، الرابطة القلمية الجديدة، واشنطن، 1994 / طبعة ثانية: ديناميك غرافيك، بيروت، 2004
- «صديقة البحر»، 1997
- «أنت ولتنته الدنيا» (شعر)، ديناميك غرافيك للطباعة والنشر، جونيه، لبنان، 2000
- «حميميات» (خواطر حب)، ديناميك غرافيك للطباعة والنشر، جونيه، لبنان، 2003
- «منصة» (شعر)، ديناميك غرافيك للطباعة والنشر، جونيه، لبنان، 2005
- «تقاسيم على إِيقاع وجهِكِ» (شعر)، ديناميك غرافيك، بيروت، 2005
- «لغات اللغة: نُظم الشعر والنثر بين الأصول والإبداع»، دار الساقي، 2010
- «ربيع الصيف الهندي» (شعر)، دار الساقي، 2010
- «على رمال الشاطئ الممنوع» (شعر)، دار الساقي، 2012
- «نزار قباني... 'متناثرا كريش العصافير'؛ 14 رسالة غير منشورة من نزار الى المؤلف مع وثائقها والتعليق عليها»، درغام للطباعة والنشر، 2012
- «جبران خليل جبران؛ شواهد الناس والأمكنة»، درغام للطباعة والنشر، 2012
- «لكي تحب أتيت الأرض؛ إلياس أبو شبكة من الذكرى إلى الذاكرة»، درغام للطباعة والنشر، 2013
- «سعيد عقل... إن حكى»، دار الفارابي ودرغام للطباعة والنشر، 2015
- «في رحاب الأخوين رحباني»، دار الفارابي ودرغام للطباعة والنشر، 2015
- «نقطة على الحرف»، الناشر: هنري زغيب، 2016
- «داناي… مطر الحب» (شعر)، دار سائر المشرق، 2016
- «عقود الكلام - قراءة وتعبير» السنة الثانية في التعليم الأساسي - (الجزء الأول) (كتاب مدرسي)، بالاشتراك مع: كمال الشرتوني وإلياس حداد، دار المشرق، 2017
- «أقرأ من لبنان: أنطولوجيا القصة اللبنانية» الجزء الأول (أنطولوجيا)، المكتبة الأهلية
- «أقرأ من لبنان: أنطولوجيا القصة اللبنانية» الجزء الثاني (أنطولوجيا)، المكتبة الأهلية
- «أقرأ من لبنان: أنطولوجيا القصة اللبنانية» الجزء الثالث (أنطولوجيا)، المكتبة الأهلية
- «أقرأ من لبنان: أنطولوجيا القصة اللبنانية» الجزء الرابع (أنطولوجيا)، المكتبة الأهلية

أسس لجنة الأوديسا الشعرية الأدبية وإصدار مجلة (الأوديسا) الشعرية

### ترجمة
- «أرز»، أندريه شاهين، بيروت، 1971
- «النقد الجمالي»، أندريه ريشار، سلسلة: زدني علماً، منشورات عويدات، بيروت - باريس، 1974
- «العلاقات الثقافية الدولية»، لويس دولّو، سلسلة: زدني علماً، منشورات عويدات، بيروت، 1974

«البيبليوغرافيا»، لويز نويل مالكليس، ترجمة: بهيج شعبان، مراجعة: هنري زغيب، منشورات عويدات، بيروت - باريس، 1974
- «يوم تنهض الصين يهتز العالم»، آلان بيرفيت، منشورات عويدات، بيروت - باريس، 1974
- «البوذية»، هنري أرفون، باريس، 1975
- «العقل»، جيل كاستون غرانجه، مؤسسة نوفل، بيروت، 1977
- «سوسيولوجيا الأدب»، روبير اسكاربيت، ترجمة: آمال أنطوان عرموني، مراجعة: هنري زغيب، سلسلة: زدني علماً، منشورات عويدات، بيروت، 1978
- «الأدب الألماني»، جوزف فرنسوا أنجيلوز، سلسلة: زدني علماً، منشورات عويدات، بيروت - باريس، 1980
- «الأدب الرمزي»، هنري بير، سلسلة: زدني علماً، منشورات عويدات، بيروت - باريس، 1981
- «سوسيولوجيا الصناعة»، برنار موتيز، ترجمة: بهيج شعبان، مراجعة: هنري زغيب، سلسلة: زدني علماً، منشورات عويدات، بيروت - باريس، 1982
- «الانطباعية»، موريس سيرولا، سلسلة: زدني علماً، منشورات عويدات، بيروت - باريس، 1982
- «الجمالية الفوضوية»، أندريه ريستسلر، سلسلة: زدني علماً، منشورات عويدات، بيروت - باريس، 1982
- «الميتولوجيا اليونانية»، بيار غريمال، سلسلة: زدني علماً، منشورات عويدات، بيروت - باريس، 1982
- «الحبل والفئران - الجزء الأول»، أندريه مالرو، سلسلة: ماريان، منشورات عويدات، بيروت - باريس، 1982
- «صومعة بارما»، ستاندال، ترجمة: جوزف اليان، مراجعة: هنري زغيب، سلسلة: ماريان، منشورات عويدات، بيروت - باريس، 1983
- «المذكرات المضادة» الجزء الأول، أندريه مالرو، سلسلة: ماريان، منشورات عويدات، بيروت - باريس، 1983
- «المذكرات المضادة» الجزء الثاني، أندريه مالرو، سلسلة: ماريان، منشورات عويدات، بيروت - باريس، 1983
- «الفوضوية»، هنري أرفون، سلسلة: زدني علماً، منشورات عويدات، بيروت - باريس، 1983
- «دفاعا عن الأدب»، كلود روى، سلسلة: زدني علماً، منشورات عويدات، بيروت - باريس، 1983
- «الأدب اليوناني»، فرناند روبير، سلسلة: زدني علماً، منشورات عويدات، بيروت - باريس، 1983
- «السوريالية»، إيف دوبليس، سلسلة: زدني علماً، منشورات عويدات، بيروت - باريس، 1983
- «الفن التكعيبي»، موريس سيرولا، سلسلة: زدني علماً، منشورات عويدات، بيروت - باريس، 1983
- «الحبل والفئران - الجزء الثاني»، أندريه مالرو، سلسلة: ماريان، منشورات عويدات، بيروت - باريس، 1984
- «مزيفو النقود»، أندريه جيد، منشورات عويدات، بيروت، 1984
- «الأب غوريو»، أونوريه دي بلزاك، بيروت، 1985
- «السمفونية الرعوية»، أندريه جيد، بيروت، 1985
- «المغرب في ظل يديه»، ميشال جوبير، الكتاب عدد 156 في سلسلة: زدني علماً، منشورات عويدات، بيروت - باريس، 1987
- «فن تخطيط المدن»، روبير أوزيل، ترجمة: بهيج شعبان، مراجعة: هنري زغيب، سلسلة: زدني علماً، منشورات عويدات، بيروت - باريس، 1988
- «أتالا، رينه آخر ملوك بني سراج»، الفيكونت دوشاتوبريان، بالاشتراك مع: لطيف آغا، منشورات عويدات، بيروت - باريس، 1988
- «النسيبة بت»، أونوريه دي بلزاك، بالاشتراك مع: شهيد صقر، منشورات عويدات، بيروت - باريس، 1988
- «الاستعارة والمجاز المرسل»، ميشال لوغورن، بالاشتراك مع: حلاج صليبا، منشورات عويدات، بيروت - باريس، 1988
- «الأدب المقارن»، ماريوس غوبار، سلسلة: زدني علماً، منشورات عويدات، بيروت - باريس، 1988
- «الأدب الصيني»، أودنيل كالتنمارك، سلسلة: زدني علماً، منشورات عويدات، بيروت - باريس، 1988
- «الأدب الايطالي»، بول أريغي، سلسلة: زدني علماً، منشورات عويدات، بيروت - باريس، 1988
- «آداب الهند»، لويس رينو، سلسلة: زدني علماً، منشورات عويدات، بيروت - باريس، 1989
- «جمعة أو الحياة البرية»، ميشيل تورنيه، بغداد، 1989
- «السفينة المعجزة»، هنري دو مولان، بغداد، 1989
- «وداعًا جدي، كنت أحبك»، نورما فاكس مايزر، بغداد، 1989
- «البؤساء»، فيكتور هوغو، بغداد 1990
- «تاريخ الأَدب الأَميركي»، كاثرين فان سباينكيرين، واشنطن، 1994
- «الأحمر والأسود» (رواية)، ستاندال، بالاشتراك مع: غياث حجار، سلسلة: ماريان - روائع الروايات العالمية، عويدات للنشر والطباعة، 2008
- «غارودي يقاضي الصهيونية الإسرائيلية»، روجيه غارودي، بالاشتراك مع: رانيا بو ناصيف وبيار ريشا، عويدات للنشر والطباعة، 2013
- «الجدار» (رواية)، جان بول سارتر، عويدات للنشر والطباعة، 2018
- «لعازر وحبيبته» - «الأعمى»، جبران خليل جبران، 2020
- هذا الرجل من لبنان، منشورات مركز التراث اللبناني، الجامعة اللبنانية الأمريكية، 2021 (ترجمة لكتاب باربارا يونغ حول جبران)
- اعترافات بيتهوفن، إسكندر نجار، دار سائر المشرق، 2021
- النبي، جبران خليل جبران، دار سائر المشرق، 2023

### قصائد مغناة
- يا حياتي، ألحان وأداء: راغب علامة
- خدني حبيبي، ألحان: نور الملاح، أداء: ماجدة الرومي
- لأنك عينيي، ألحان: جوزيف خليفة، أداء: ماجدة الرومي
- إنتَ الماضي، ألحان: جمال سلامة، أداء: ماجدة الرومي
- بدي قلك، ألحان: جمال سلامة، أداء: ماجدة الرومي
- الحلم الجايي، ألحان: إحسان المنذر، أداء: ماجدة الرومي
- لوّن معي الأيام، ألحان: جمال سلامة، أداء: ماجدة الرومي
- نوستالجيا، ألحان: معزوفة مالاغوينا، أداء: ماجدة الرومي
- ذكريات، أداء: ماجدة الرومي
- شعبك واقف بالريح، ألحان: فؤاد عواد، أداء: ماجدة الرومي
- سيدي الرئيس، كلمات: هنري زغيب – حبيب يونس، ألحان: جمال سلامة، أداء: ماجدة الرومي
- لبنان قلبي، ألحان: حليم الرومي، أداء: ماجدة الرومي
- تحية المغرب، ألحان: إيلي شويري، أداء: ماجدة الرومي
- قانا، ألحان: إيلي شويري، أداء: ماجدة الرومي (عقب مجزرة قانا)، 1996
- يا غافي وعيونَـك (أغنية دينية)، ألحان: جوزيف خليفة، أداء: ماجدة الرومي
- نجمة السلام – طفل المغارة (أغنية دينية)، ألحان: الأب منصور لبكي، أداء: ماجدة الرومي
- يا عطر القداسة – بونا نعمة الله (أغنية دينية)، ألحان: جوزيف خليفة، أداء: ماجدة الرومي
- سهرة عيد، ألحان: جون هنري هوبكنز، أداء: ماجدة الرومي
- عندي بيسي إسما سيسي (أغنية للأطفال)، ألحان: إحسان المنذر، أداء: ماجدة الرومي
- القمر (أغنية للأطفال)، ألحان: جان لبكي، أداء: ماجدة الرومي
- مين اللي طل؟ (أغنية دينية للأطفال)، ألحان: أدولف آدم، أداء: ماجدة الرومي
- عيدي (أغنية للأطفال)، ألحان: جان لبكي، أداء: ماجدة الرومي
- سلمّتك الأرزة، ألحان: روميو لحود، أداء: سلوى القطريب
- عُد بنا يا ليل، ألحان: إلياس الرحباني، أداء: سلوى القطريب، 1985
- أغاني ميلادية، ألحان: ألحان أجنبية شائعة، أداء: سلوى القطريب
- يا أيها الكبار، أداء: جوليا بطرس، ألحان: زياد بطرس
- بيروت، ألحان: أسامة الرحباني، أداء: هبة طوجي
- أنا رح غنيك، ألحان: مارسيل خليفة، أداء: أميمة الخليل
- بيدر الأبطال، ألحان: إلياس الرحباني، أداء: باسكال صقر
- ذاكرة المستقبل (أغنية أوبرا)، هبة القواس
- مُدَّ لي يديك (أغنية أوبرا)، هبة القواس
- يا أيها الآتي من الزمان (أغنية أوبرا)، هبة القواس، 2005
- حبيبي (أغنية أوبرا)، ألحان: فانسون شارييه، أداء: ريما طويل
- إمي (أغنية أوبرا)، ألحان: سليمان القدسي، أداء: ريما طويل
- فينيقيا (أغنية أوبرا)، ألحان: فانسون شارييه، أداء: ريما طويل
- لبنان بلادي (أغنية أوبرا)، ألحان: جوزف خليفة، أداء: ريما طويل
- تلة القمر (أغنية جاز)، ألحان: ديوك إلينغتون، أداء: رندة غصوب
- يا ولدي وحيدي (أغنية دينية)، ألحان: جوزف خليفة، أداء: جمانة مدوّر
- سلامي أعطيكم (أغنية دينية)، ألحان وتوزيع: إلياس الرحباني، 2012
- نشيد «أبناء السلام» - منظمة اليونسكو (أغنية للأطفال)، ألحان إحسان المنذر
- نشيد «لنا الحياة» - منظمة اليونسكو (أغنية للأطفال)، ألحان: إحسان المنذر
- حبة لولو، ألحان وتوزيع: إلياس الرحباني، أداء: جَـنَـى (أغنية سياحية مصورة خاصة بوزارة السياحة اللبنانية)
- نجمة لبنان، ألحان: وجدي شيّا، أداء: غادة شبير (أغنية سياحية مصورة خاصة بوزارة السياحة اللبنانية)